# Callistoctopus dierythraeus
Callistoctopus dierythraeus is een inktvissensoort uit de familie van de Octopodidae. De wetenschappelijke naam van de soort werd voor het eerst geldig gepubliceerd in 1993 door Norman als Octopus dierythraeus.